# Angela Trindade
Angela Trindade (n. 10 august 1909 – d. 1980) a fost o pictoriță și printre primele femei artiste din India. Putea picta în cel puțin cinci stiluri diferite, cu un stil propriu, numit „Trinidadism” (Stilul Trinității). A câștigat recunoaștere internațională pentru picturile ei creștine în stil indian.
Angela a fost fiica lui António Xavier Trindade, care a fost un pictor important.

## Tinerețe și educație
Angela Trindade s-a născut la 10 august 1909 la Bombay. A fost al patrulea copil și a doua fiică a lui António Xavier și Florentinei Trindade.
Ea a aparținut generației care a asistat la tranziția istoriei indiene, de la declinul stăpânirii britanice la epoca post-independență.
Trindade a studiat arta plastică la Școala de Artă "Sir Jamsetjee Jeejebhoy", Bombay. Pregătirea sa a inclus studiul atât al esteticii tradiționale indiene, cât și al stilului academic occidental de pictură în ulei.

## Cariera în artă
Lucrările timpurii ale portretelor Angelei și natura moartă au fost inspirate de picturile tatălui ei.
Treptat, a început să experimenteze cubismul și expresionismul abstract, ambele stiluri de pictură fiind populare în acea perioadă.
Angela a primit mai multe premii pentru lucrările sale de-a lungul vieții. Cu toate acestea, cea mai proeminentă onoare pe care a primit-o a fost „Pro Ecclesia Et Pontifice”, Crucea de Aur de la regretatul Sfânt Părinte Papa Cuvios XII pentru contribuția sa neprețuită la domeniul artei religioase.
A murit în 1980 în Brazilia.